# Смешная леди
«Смешна́я ле́ди» (англ. Funny Lady) — кинофильм режиссёра Герберта Росса, вышедший на экраны в 1975 году. Продолжение ленты «Смешная девчонка» (1968), основанной на биографии певицы Фанни Брайс.

## Сюжет
Действие происходит в 1930-е годы. После развода с Никки Фанни Брайс испытывает душевные терзания и финансовые затруднения. В поисках материала для нового шоу она посещает заведение, принадлежащее некоему Билли Роузу, который предлагает звезде партнёрское соглашение. Фанни нравится напор молодого человека, она соглашается и записывает несколько хитов, сочинённых Билли. Вскоре мистер Роуз решает организовать пышное шоу, в котором должна блистать мисс Брайс. Однако из-за его неопытности в вопросах режиссуры премьера с треском проваливается. Билли принимает критику и советы Фанни и постепенно исправляет ситуацию, шоу с успехом гастролирует по стране. Тем временем, между Билли и Фанни возникает близость.

## В ролях
- Барбра Стрейзанд — Фанни Брайс
- Джеймс Каан — Билли Роуз[англ.]
- Омар Шариф — Никки Арнштейн[англ.]
- Родди Макдауэлл — Бобби Мур
- Бен Верин — Берт Робинс
- Кэрол Уэллс — Норма Батлер
- Ларри Гейтс — Бернард Барух
- Хайди О'Рурк — Эленор Холм
- Ройс Уоллес — Адель
- Кен Сэнсом — Фредерик Мартин (Папочка)

## Награды и номинации
- 1976 — 5 номинаций на премию «Оскар»: лучшая операторская работа (Джеймс Вонг Хоу), лучший дизайн костюмов (Рэй Агаян, Боб Маки), лучшая оригинальная песня (Фред Эбб и Джон Кандер за песню «How Lucky Can You Get»), лучшая запись оригинальной песни или адаптация (Питер Матц), лучший звук (Ричард Портман, Дон Макдугал, Кёрли Тирлвелл, Джек Соломон).
- 1976 — 6 номинаций на премию «Золотой глобус»: лучший фильм — мюзикл или комедия, лучший актёр в мюзикле или комедии (Джеймс Каан), лучшая актриса в мюзикле или комедии (Барбра Стрейзанд), лучший актёрский дебют (Бен Верин), лучшая оригинальная музыка (Фред Эбб и Джон Кандер), лучшая оригинальная песня (Фред Эбб и Джон Кандер за песню «How Lucky Can You Get»).